# Brain Death
Brain Death es el primer EP de la banda de thrash metal Nuclear Assault, lanzado en 1986, el mismo año que editarían su primer disco de larga duración, Game Over. La primera canción saldría, también, en el mencionado álbum; las otras dos son exclusivas de este EP.

## Temas
1. "Brain Death"
2. "Final Flight"
3. "Demolition"

## Créditos
- Dirección artística – Edward J. Repka
- Bajo – Dan Lilker
- Batería – Glenn Evans
- Ingeniero – Alex Perialas
- Guitarra – Anthony Bramante
- Guitarra y voz – John Connelly
- Mastering – Tom Coyne
- Productor – Alex Perialas